# Oidiodendron cereale
Oidiodendron cereale är en svampart som först beskrevs av Thüm., och fick sitt nu gällande namn av G.L. Barron 1962. Oidiodendron cereale ingår i släktet Oidiodendron och familjen Myxotrichaceae.   Inga underarter finns listade i Catalogue of Life.